# 富士見 (千代田區)
富士見（日语：／ Fujimi */?）是東京都千代田區的地名。現行行政地名為富士見一丁目與富士見二丁目，是住居表示實施區域。2013年7月1日為止的人口為2,953人。郵遞區號102-0071。

## 地理
位於千代田西北部。西北部至西部一帶與新宿區神樂坂、同區市谷田町、同區市谷船河原町以外堀為界，東北部與東部鄰飯田橋，南接九段北。町域内有許多大學、高等學校、專門學校等文教設施。二丁目有多座大型醫院。其他町域是商住混合區。南東部為富士見一丁目、北西部為富士見二丁目。法政大學側（富士見坂）～白百合學園～靖國神社的道路靠近朝鮮總聯本部，全日有警察在此佈署。

## 歷史
江戶時代為武家地。1966年（昭和41年）實施住居表示。

### 地名的由來
地名來自於町內的富士見坂。富士見坂的地名是因為本地可看見富士山而得名，現在高層建築密集，已看不見富士山。

### 再開發
現在町內陸續進行再開發。
- 富士見二丁目北部地區第一種市街地再開發事業 （页面存档备份，存于）  2009年結束
- 住友不動産 富士見一丁目計畫 （東京警察醫院看護專門學校舊址） 2011年結束
- 飯田橋站西口地區第一種市街地再開發事業 （页面存档备份，存于）  預定2015年結束

## 交通
早稻田通與大神宮通（大神宮通り）穿過本地。町域内沒有車站，可利用東北方的飯田橋站（東北端離車站出口很近）、西北方的市谷站、南方的九段下站。

## 設施

### 富士見一丁目
- 日本齒科大學（日语：日本歯科大学）齒學部本館（醫院在富士見二丁目）
- 曉星學園（日语：学校法人暁星学園）（曉星中學校、高等學校（日语：暁星中学校・高等学校）、小學校（日语：暁星小学校））
- 千代田區立富士見小學校
- 千代田區立九段中等教育學校（日语：千代田区立九段中等教育学校）
- 日本天主教聖母會（カトリックマリア会）本部
- 東帝汶大使館
- 菲律賓大使館公邸
- 以KADOKAWA為中心的角川集團本社大樓和第2、3本社大樓，以及富士見大樓
  - 角川集團事業品牌富士見書房名稱來自於角川本社所在的富士見。

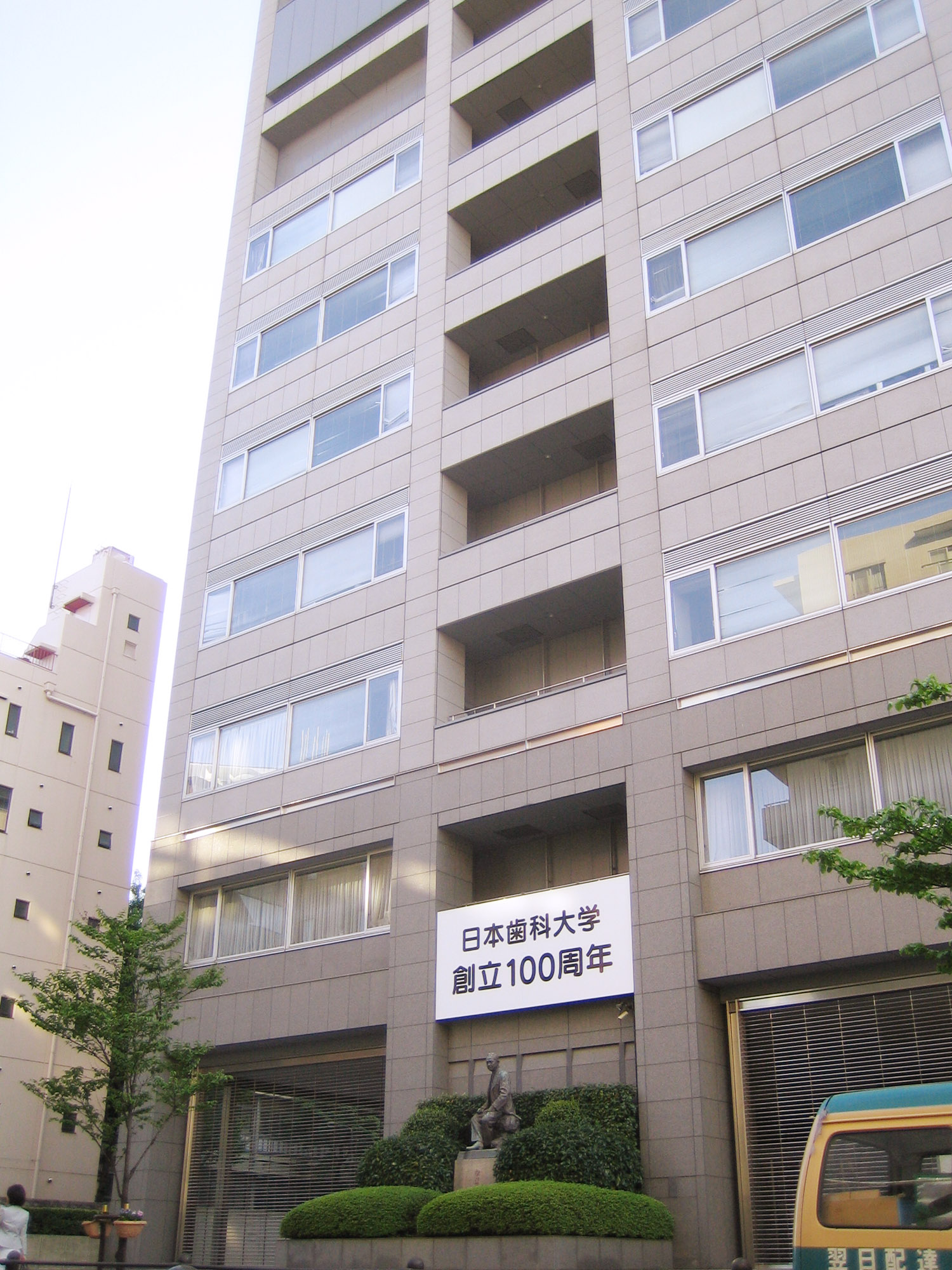
日本齒科大學
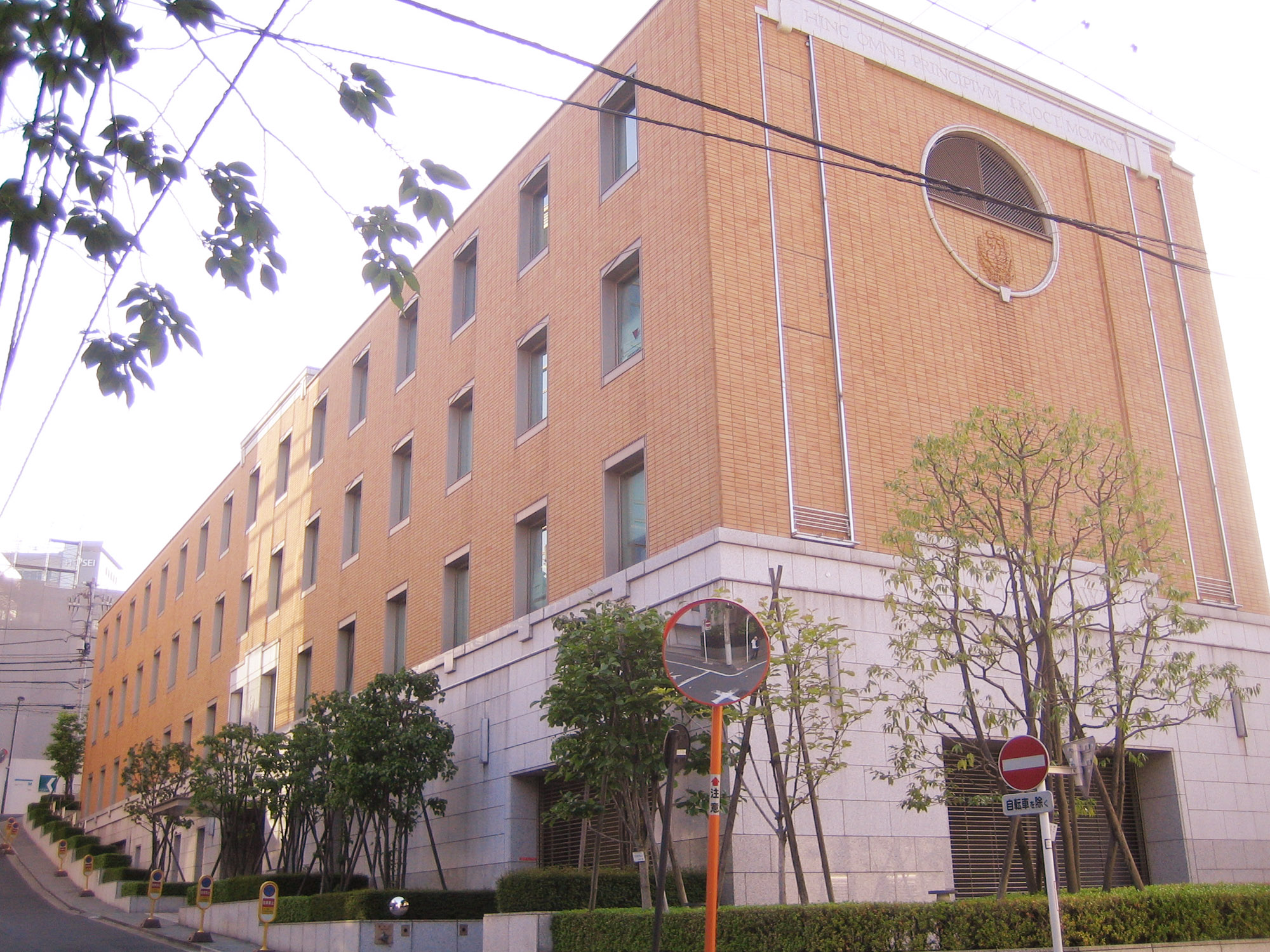
角川書店舊址，現角川集團第2本社大樓

### 富士見二丁目

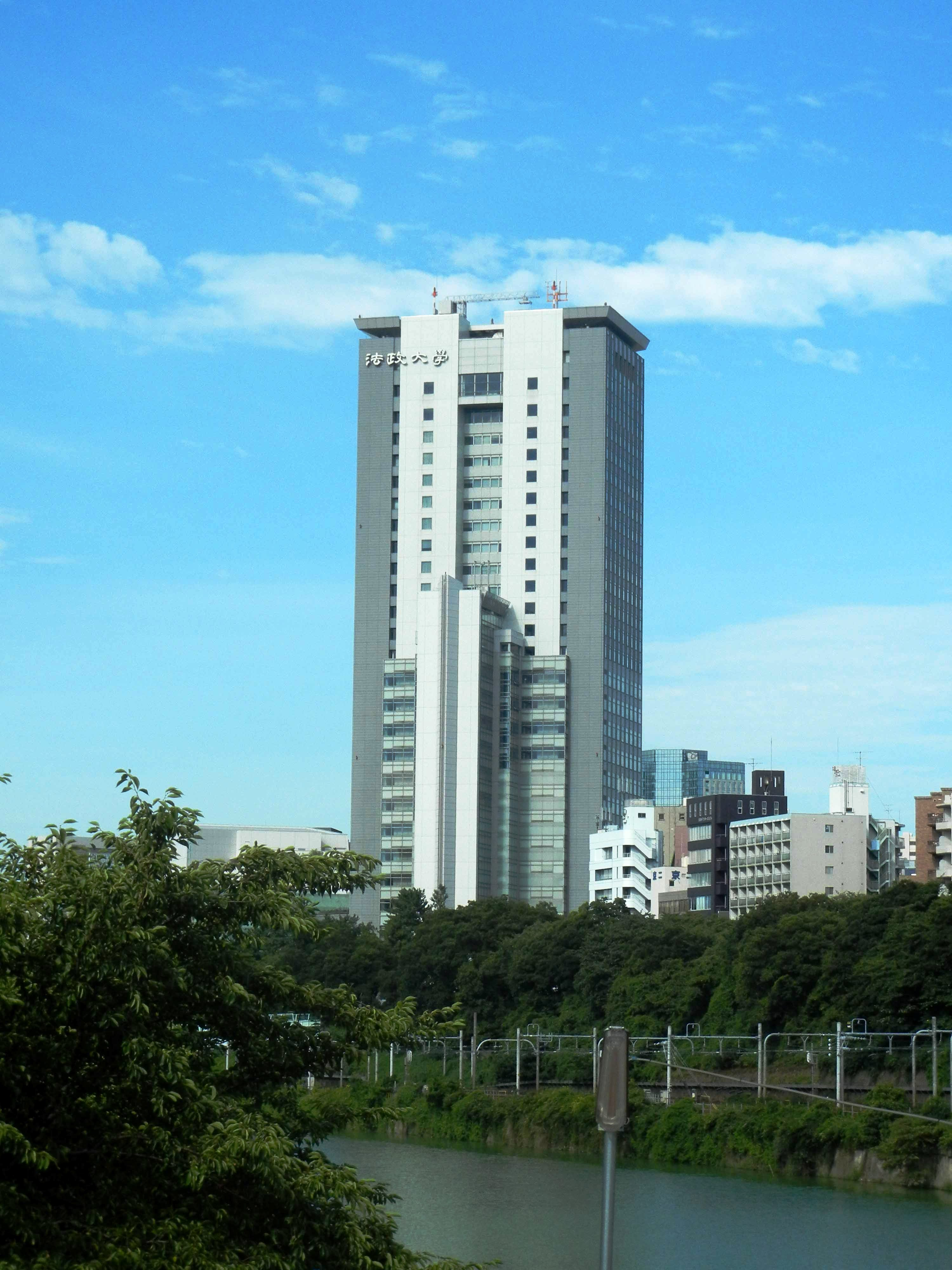
法政大學本部、市谷校區（Boissonade Tower（日语：ボアソナード・タワー）等主要建物所在地）
  - 過去為嘉悦女子高等學校（日语：かえつ有明中学校・高等学校）、中學校所在地，2006年遷至江東區有明。法政大學買下後作為市谷校區富士見坂校舍。
- 眾議院舊九段議員宿舎（重建未定）
- 日本齒科大學（日语：日本歯科大学）附屬醫院
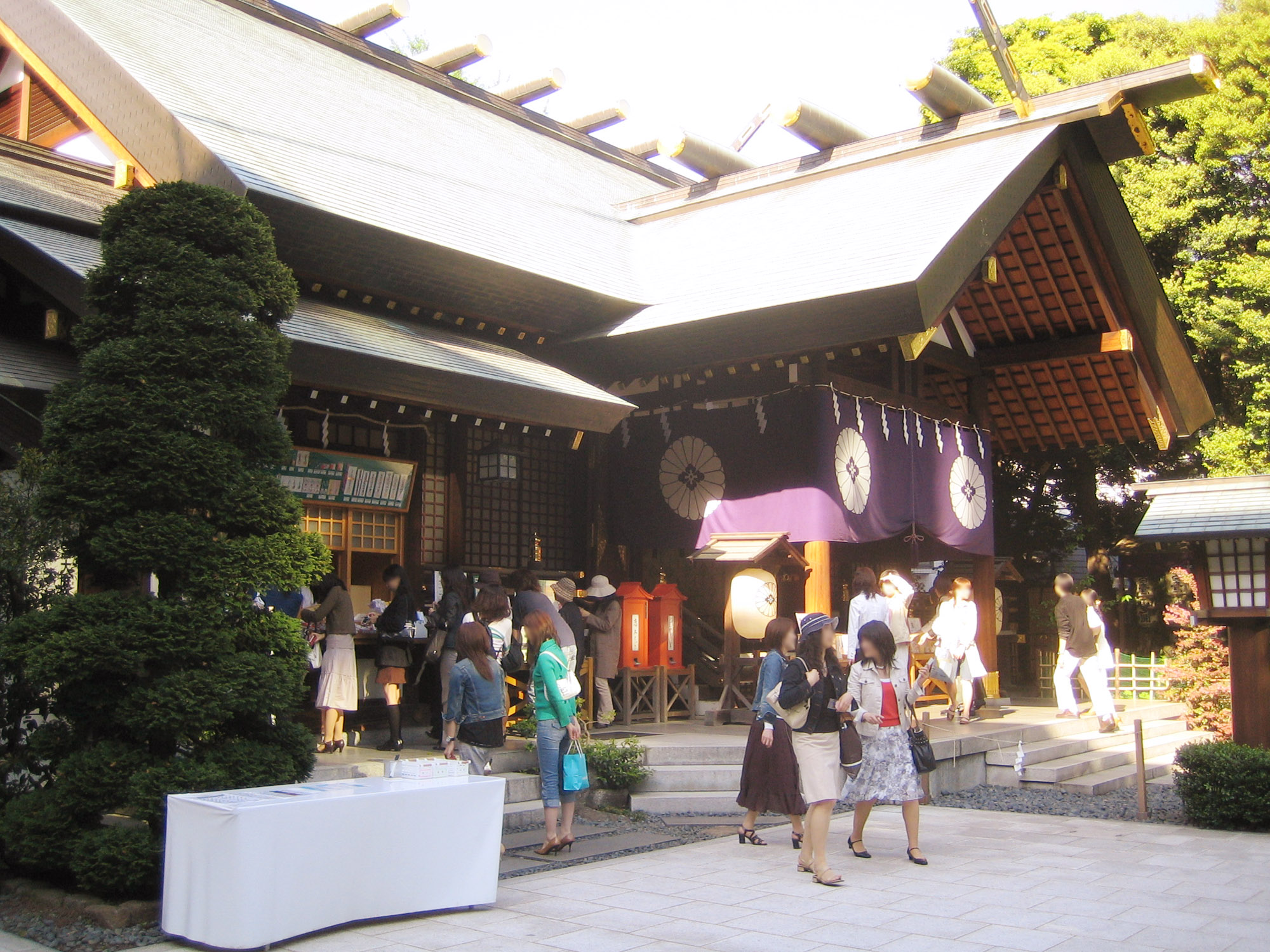
日本齒科大學東京短期大學
- 東京大神宮
- 研究社（日语：研究社）
- 東京遞信醫院（日语：東京逓信病院）
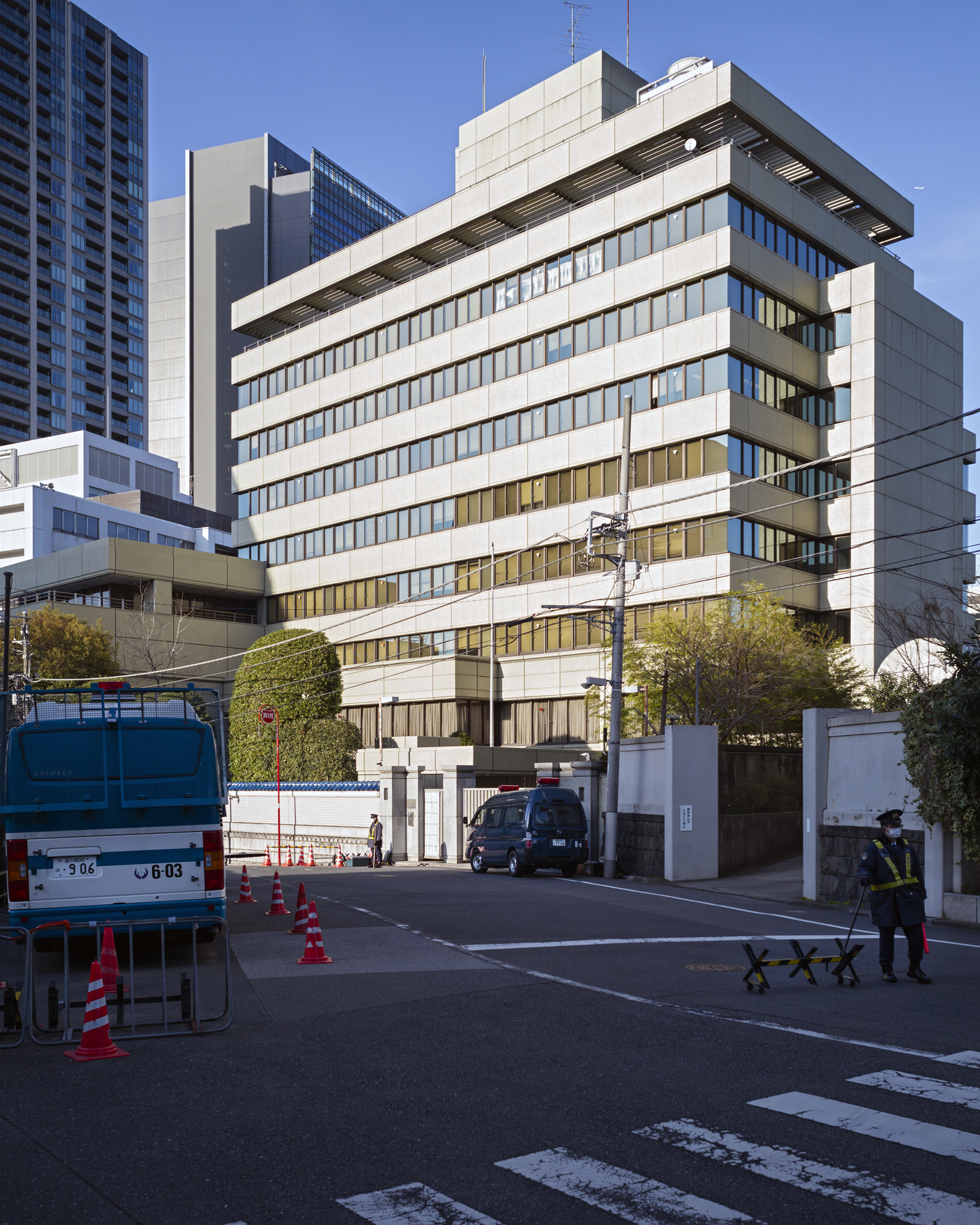
在日本朝鲜人總聯合會（朝鮮總聯）中央本部
- 飯田橋PLANO（飯田橋プラーノ）
- 千代田區立外濠公園（日语：外濠公園）（賞櫻景點）
- 榮光控股（日语：栄光ホールディングス）
- 日本基督教團富士見町教會
- 飯田橋郵便局

- 法政大學Boissonade Tower（日语：ボアソナード・タワー）
- 東京大神宮
- 在日本朝鲜人總聯合會（朝鮮總聯）中央本部

## 備註
1. ↑  .   [2013-08-01]. （原始内容存档于2013-10-23）.